# 2016年夏季奥林匹克运动会索马里代表团
2016年夏季奥林匹克运动会索马里代表团是索马里所派出的2016年夏季奥林匹克运动会代表团。该国在这一届奥运只派出两名运动员参加一个项目的比赛，两名运动员分别是短跑选手玛丽安·努赫·穆萨以及长跑选手Mohamed Daud Mohamed，其中后者担任代表团开幕式和闭幕式的旗手。

## 田径
索马里有两名田径运动员获外卡名额，得以参加奥运。
注
- Note – 径赛运动员的预赛排名是该运动员所在小组的排名，而非总排名
- Q = 直接晋级至下一轮
- q = 径赛：因在所有未直接晋级选手中成绩靠前而获得剩下的晋级名额；田赛：未达到晋级标准成绩但总排名靠前
- NR = 国家纪录
- N/A = 该小项无此轮比赛
- Bye = 轮空

径赛
| 运动员               | 項目         | 預賽     | 預賽 | 準決賽 | 準決賽 | 決賽   | 決賽   |
| 运动员               | 項目         | 結果     | 排名 | 結果   | 排名   | 結果   | 排名   |
| -------------------- | ------------ | -------- | ---- | ------ | ------ | ------ | ------ |
| Mohamed Daud Mohamed | 男子5000公尺 | 14:57.84 | 23   | 不適用 | 不適用 | 未晋级 | 未晋级 |
| 玛丽安·努赫·穆萨     | 女子400公尺  | 1:10.14  | 8    | 未晋级 | 未晋级 | 未晋级 | 未晋级 |